# A Gift from a Flower to a Garden
A Gift from a Flower to a Garden, en dubbel-LP av Donovan, utgiven 1967. Ofta sett som hans mästerverk, och ett fint fång av den psykedeliska popen. "Wear Your Love Like Heaven" är den mest kända låten från albumet. I USA delades albumet upp i två separata album. Albumet har senare återutgivits på en enkel-CD.

## Låtlista
(Alla låtar skrivna av Donovan Leitch)

### LP 1
1. "Wear Your Love Like Heaven - 2:27
2. "Mad John's Escape - 2:20
3. "Skip-A-Long Sam - 2:26
4. "Sun - 3:17
5. "There Was a Time - 2:02
6. "Oh Gosh - 1:48
7. "Little Boy in Corduroy - 2:34
8. "Under the Greenwood Tree - 1:58
9. "The Land of Doesn't Have to Be - 2:30
10. "Someone Singing - 3:07

### LP 2
1. Song of the Naturalist's Wife - 2:47
2. The Enchanted Gypsy - 3:21
3. Voyage into the Golden Screen - 3:15
4. Isle of Islay - 2:24
5. The Mandolin Man and His Secret - 3:35
6. Lay of the Last Tinker - 1:49
7. The Tinker and the Crab - 2:55
8. Widow With Shawl (A Portrait) - 3:02
9. The Lullaby of Spring - 3:27
10. The Magpie - 1:31
11. Starfish-On-The-Toast - 2:45
12. Epistle to Dippy - 5:44